# Асама-мару
«Асама-мару» (яп. 浅間丸) — японский пассажирский лайнер 1929 года постройки. До Второй мировой войны выполнял рейсы из Японии в США. Был потоплен американской подводной лодкой Atule (SS-403) 1 ноября 1944 года.

## История постройки
«Асама-мару» был заложен 10 сентября 1927 года на верфи Mitsubishi по заказу компании «Ниппон юсэн». Лайнер был спущен на воду 30 октября 1928 года, постройка была завершена 15 сентября 1929 года. Он был одним из трёх океанских лайнеров премиального класса для транстихоокеанского направления. В 1930 году завершилась постройка полностью аналогичного лайнера «Тацута-мару» и отличавшегося от них силовой установкой и внешним видом «Титибу-мару».
На лайнере были предусмотрены места для 222 пассажиров первого класса, 96 — второго класса и 504 — третьего класса.

## Тихоокеанский лайнер
Первый рейс из Иокогамы в Сан-Франциско был совершён в октябре 1929 года, при этом «Асама-мару» установил рекорд на этом маршруте, побитый через год «Титибу-мару». Как и его двойник «Тацута-мару», лайнер использовался на регулярных транстихоокеанских рейсах в Лос-Анджелес и Сан-Франциско.
В декабре 1930 года американские таможенники конфисковали находившийся на борту «Асама-мару» груз опиума стоимостью 56 тысяч долларов. В августе 1932 года лайнер перевозил японских спортсменов в Лос-Анджелес на Летние Олимпийские игры. В апреле 1937 года на лайнере в Иокогаму путешествовала Хелен Келлер, слепоглухая писательница и политическая активистка.
2 сентября 1937 года во время Великого гонконгского тайфуна, унесшего жизни 11000 человек, «Асама-мару» был сорван со швартовых. Находившийся неподалёку лайнер «Конте-мару» также был сорван со швартовых и столкнулся с «Асама-мару», который сел на мель, получив повреждение корпуса. Буксировка, подготовка к которой потребовала демонтажа двух двигателей, и ремонт лайнера заняли почти год.

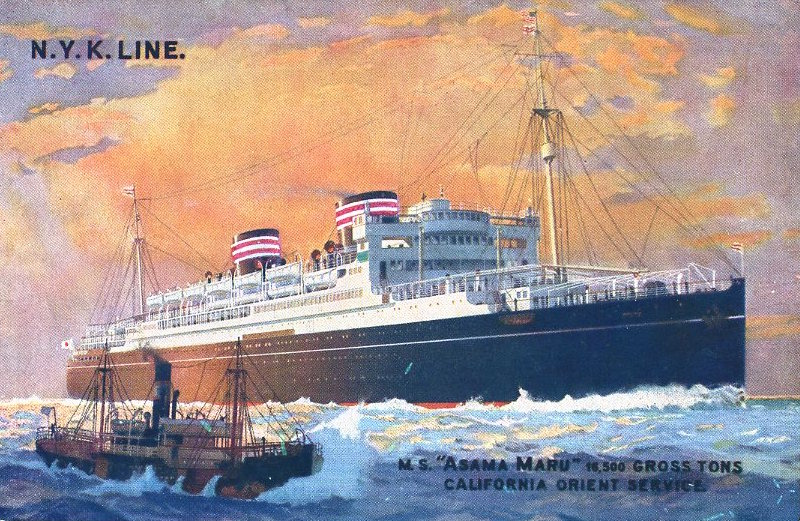
«Асама-мару» на открытке компании NYK. 1930-е.

6 января 1940 года «Асама-мару» вышел из Сан-Франциско. В списке пассажиров числился 51 гражданин Германии. 21 января лайнер был перехвачен в открытом море около южной оконечности полуострова Босо британским лёгким крейсером «Ливерпуль». По данным британской разведки, на «Асама-мару» могли находиться члены экипажа немецкого лайнера «Коламбус», пытавшиеся добраться в Германию. На японский лайнер отправилась вооружённая досмотровая партия, которая сняла с него 21 пассажира, безосновательно заявив, что они являются германскими военнослужащими. Правительство Японии заявило протест, назвав случившееся нарушением пункта 47 Лондонской декларации о праве морской войны, согласно которому с нейтрального судна могут быть сняты только лица, официально входящие в состав военных сил неприятеля. Дополнительным поводом для нарастания напряженности в отношениях между двумя странами послужило то, что инцидент произошёл в непосредственной близости от побережья Японии. Тем не менее, конфликт был быстро улажен. В обмен на обязательство Японии не допускать на свои суда немецких граждан военнообязанного возраста, 29 февраля британская сторона вернула девятерых немцев на борт находившегося в Иокогаме «Асама-мару».
25 октября 1940 года на очередном рейсе из Сан-Франциско в Иокогаму на борту лайнера присутствовали 14 членов экипажа «Коламбуса» под видом американских студентов.
29 июня 1941 года лайнер был зафрахтован правительством Германии для эвакуации 666 немецких и итальянских граждан с территории Голландской Ост-Индии, чьей жизни угрожала опасность после начавшейся в этом году операции по захвату этой территории.
30 августа 1941 года «Асама-мару» и «Тацута-мару» перевозили из Кобе в Шанхай беженцев — 700 польских евреев, которым удалось добраться до Японии через Сибирь, получив транзитную японскую визу.
В ноябре 1941 лайнер эвакуирует 450 граждан Японии из Сингапура. 26 ноября возвращается в Кобе, и вскоре судно реквизирует Императорский флот Японии.

## Служба в Императорском флоте
До середины 1942 года «Асама-мару», как и лайнер-двойник «Тацута-мару», используется как войсковой транспорт, перевозя войска и боеприпасы между Японией, Филиппинами и Борнео. 16 января 1942 года перевозит десантников 3-го отряда ВДВ в Таракан.
В середине 1942 года «Асама-мару» использовался для обмена репатриантами. 25 июня лайнер вышел из Иокогамы. На борту присутствовали 430 американских дипломатов, посол США в Японии Джозеф Грю и персонал посольства Испании. Еще около 1000 граждан США были размещены на борту итальянского судна Conte Verde. «Тацута-мару» перевозил британскую дипломатическую миссию, в том числе посла Роберта Крейги. При заходе в Гонконг на борт «Асама-мару» были приняты ещё 377 граждан США, Канады и других стран-союзников. Вместе с репатриантами, взятыми на борт в Сайгоне и Сингапуре общее число пассажиров составило 789 человек. Обмен репатриантами произошёл в Лоренсу-Маркиш, столице Португальской Восточной Африки. Обратным рейсом в Иокогаму было перевезено около 1500 японских дипломатов, бизнесменов и журналистов, в том числе посол в США Китисабуро Номура и его помощник Сабуро Курусу. Помимо пассажиров «Асама-мару», «Тацута-мару» и Conte Verde приняли на борту гуманитарные грузы Красного Креста, предназначенные для военнопленных союзнических войск. Лайнер вернулся в Иокогаму 20 августа, 5 сентября вернулся в состав Императорского флота.
В октябре «Асама-мару» перевозил около 1000 военнопленных из индонезийского Макасара в Нагасаки.
В феврале 1943 года на судне установили гидрофон и 16 глубинных бомб. 10 марта при выходе из Такао «Асама-мару» удалось избежать попадания четырёх торпед, выпущенных подводной лодкой Sunfish (SS-281). Торпедная атака была зафиксирована оператором гидрофона, и лайнер успел выполнить манёвр уклонения.
23 февряля 1944 года «Асама-мару» получил повреждения в результате атаки подлодки Grayback (SS-208) в Южно-Китайском море, в 20 милях к востоку от Тайваня.

## Потопление
В октябре 1944 года «Асама-мару» был включён в состав большого конвоя, занятого переброской частей 1-й пехотной дивизии из Китая на Филиппины. На обратном рейсе из Манилы в Такао «Асама-мару» взял на борт груз (170 тонн металлолома, 80 тонн пеньки, 80 тонн сырой резины и другое сырьё) и 1383 человека — военнослужащих и гражданский персонал, включая моряков торгового флота с потопленных кораблей. 1 ноября конвой был атакован американской подводной лодкой Atule (SS-403) в проливе Биши, в 100 милях к югу от острова Пратас. Лайнер получил в правый борт две торпеды, повредивших основное и вспомогательное машинные отделения. Через несколько минут в правый борт попали ещё две торпеды, и через десять минут «Асама-мару» затонул кормой вперёд в точке 20°17′ с. ш. 117°08′ в. д.. Эскортным судам удалось спасти бо́льшую часть находившихся на борту людей — 103 члена экипажа (в том числе капитана) и 1028 из 1383 пассажиров.